# 1974年アメリカ合衆国副大統領承認

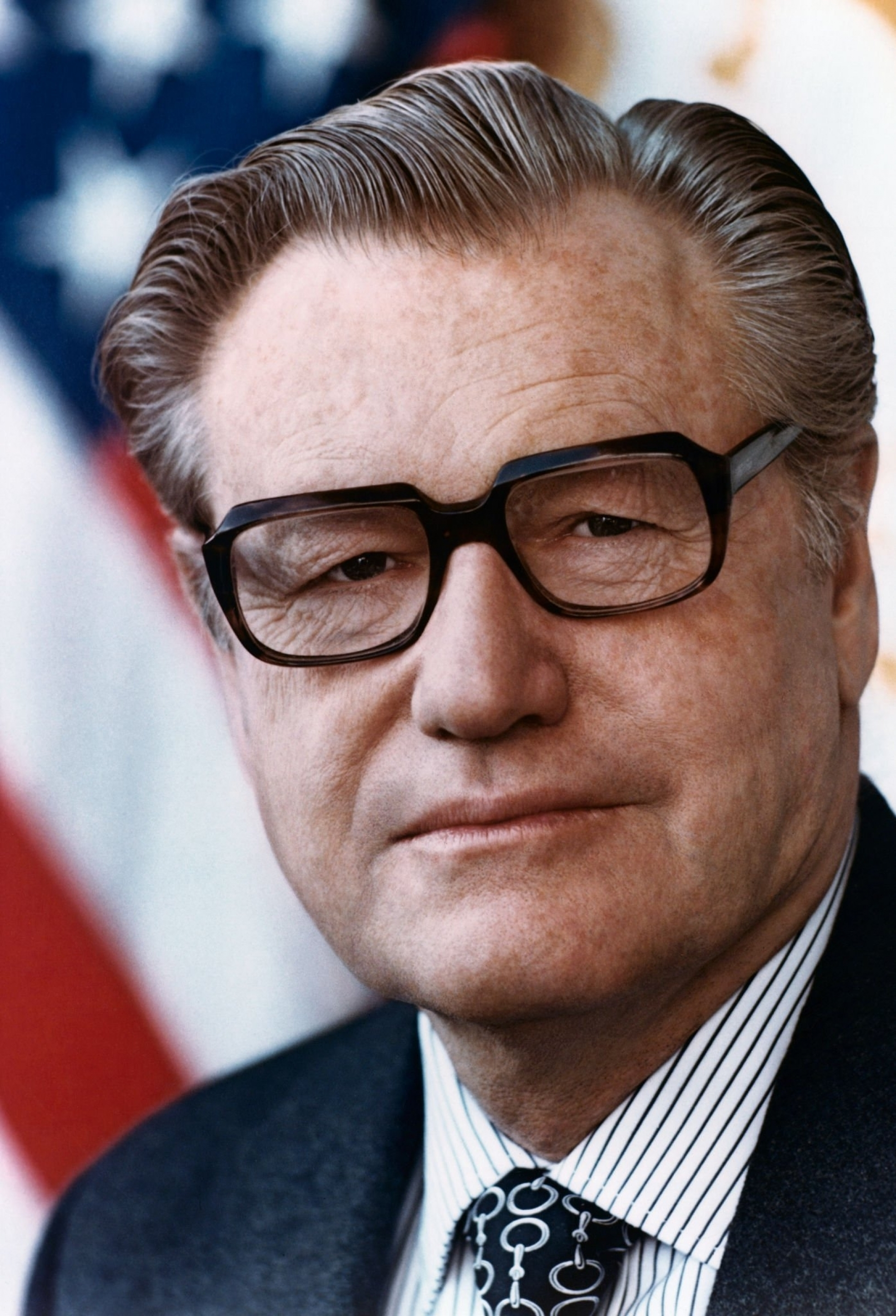
元ニューヨーク州知事のネルソン・ロックフェラーは1974年に第41代アメリカ合衆国副大統領に就任した。

1974年8月9日、アメリカ合衆国共和党のリチャード・ニクソン大統領はウォーターゲート事件により辞任を余儀なくされた。これにより副大統領のジェラルド・フォードが大統領に昇格したために副大統領職は空席となった。したがって憲法修正第25条の下、フォード大統領から指名を受けた候補者が民主党が過半数を占める両院の承認を得ることで新たな副大統領に就任する。
1974年8月20日、フォードは空席となった副大統領職にネルソン・ロックフェラーを指名する意向を発表した。フォードはロックフェラーの他にテネシー州選出上院議員のハワード・ベーカーや元共和党全国委員会委員長のジョージ・H・W・ブッシュを検討していた。ロックフェラーは一般にリベラル派共和党員と考えられており、フォードは彼を選ぶことで1976年の大統領選を有利に戦えるものと考えていた。ロックフェラーの指名は多くの保守派の反感を買い、多くの民主党保守派や共和党員が反対した。
数ヶ月に及ぶ承認聴聞会の後、ロックフェラーは1974年12月19日に第41代アメリカ合衆国副大統領に就任した。フォードは党の保守勢力の圧力を受け、1976年の大統領選で彼はロックフェラーではなくボブ・ドールを副大統領候補に選んだ。フォードは後にこの選択を後悔した。

## 承認投票
1974年12月10日、90対7の多数により上院はネルソン・ロックフェラーの指名を承認した。同年12月19日、下院も287対128で承認した。
| 1974年 アメリカ合衆国上院 副大統領承認投票: | 政党   | 政党   | 政党   | 政党   | 総得票数   |
| ------------------------------------------- | ------ | ------ | ------ | ------ | ---------- |
| 1974年 アメリカ合衆国上院 副大統領承認投票: |        |        |        |        | 総得票数   |
| 1974年 アメリカ合衆国上院 副大統領承認投票: | 民主党 | 共和党 | 保守党 | 無所属 | 総得票数   |
| 賛成                                        | 52     | 36     | 1      | 1      | 90 (92.8%) |
| 反対                                        | 4      | 3      | 0      | 0      | 7 (7.2%)   |
| 結果: 承認                                  |        |        |        |        |            |

| 1974年 アメリカ合衆国下院 副大統領承認投票: | 政党   | 政党   | 総得票数    |
| ------------------------------------------- | ------ | ------ | ----------- |
| 1974年 アメリカ合衆国下院 副大統領承認投票: |        |        | 総得票数    |
| 1974年 アメリカ合衆国下院 副大統領承認投票: | 民主党 | 共和党 | 総得票数    |
| 賛成                                        | 134    | 153    | 287 (69.2%) |
| 反対                                        | 98     | 30     | 128 (30.8%) |
| 結果: 承認                                  |        |        |             |